# Kozice Dolne
Kozice Dolne – wieś w Polsce położona w województwie lubelskim, w powiecie świdnickim, w gminie Piaski. Leży przy drodze nr 836,
W latach 1954–1972 wieś należała i była siedzibą władz gromady Kozice Dolne. W latach 1975–1998 miejscowość administracyjnie należała do ówczesnego województwa lubelskiego.
Wieś jest sołectwem w gminie Piaski. Według Narodowego Spisu Powszechnego z roku 2011 wieś liczyła 217 mieszkańców.

## Historia
Kozice – dziś Kozice Górne i Kozice Dolne, wieś notowana od XIV wieku. W roku 1394 zapisana jako Kozycze. Położona historycznie w powiecie lubelskim, parafii Giełczew-Piaski. Wieś była własnością szlachecką. W roku 1394 Władysław Jagiełło nadaje znanemu z Kozic – Stanisławowi, wójtostwo w mieście Krasnymstawie. W latach 1416–1417 Stanisław z Kozic jest dalej dziedzicem, umiera w 1418 roku. Jego spuścizna przechodzi w części na córkę Małgorzatę żonę Macieja z Suchodołów sędziego ziemskiego lubelskiego. Na majątku wsi zabezpieczano oprawę wiana i posagu w roku 1466 Jakub z Kozic, burgrabia lubelski, zapisuje żonie Barbarze 80 grzywien posagu i tyleż wiana. W roku 1469 w aktach ziemskich lubelskich pojawia się Barbara żona Zbyszka z Ziółkowa, tenutariusza w Kozicach (co oznacza że wieś w części była własnością królewską?). W roku 1470-80 dziedzicami byli Jan, Jakub, Mikołaj (Długosz L.B. t.II s.548). Rejestry poborowe z lat 1531–1533 odnotowały pobór z części Marcina Kaniskiego i Mikołaja Bieleckiego 3 łany, części Jana Rudnickiego 1½ łana i części Stanisława Kozickiego od 1 młyna.